# Mill Green
Mill Green är en by (hamlet) i Edwardstone, Babergh, Suffolk, sydöstra England, nära Groton Den har tre kulturmärkta byggnader: Earls Cottages, Mill Green End och Moat Farm Cottage.